# (15607) 2000 GA124
A (15607) 2000 GA124 a Naprendszer kisbolygóövében található aszteroida. A LINEAR projekt keretében fedezték fel 2000. április 7-én.